# Lost Ark
Lost Ark è un videogioco isometrico 2.5D MMOARPG fantasy, sviluppato da Tripod Studio e Smilegate RPG, sussidiaria di Smilegate. Inizialmente è stato pubblicato nella Corea del Sud il 4 dicembre 2019. Mentre in Europa e in America fu pubblicato l'11 febbraio 2022 da Amazon Games. Nel giro di ventiquattro ore dalla sua pubblicazione, Lost Ark è diventato il secondo videogioco più giocato al lancio su Steam.

## Modalità di gioco
Lost Ark si concentra principalmente sul PVE ed esplorazione (fra cui quest, collezionabili, caccia, crafting ecc.) ma il gioco dispone anche del PVP. I giocatori iniziano con la creazione del proprio personaggio, scegliendo fra le cinque macro classi; Warrior, Martial Artist, Gunner, Mage ed infine Assassin (ogni classe ha diverse classi avanzate che lo stesso giocatore può fin da subito vedere). I giocatori mano a mano che salgono di livello completando le missioni della storia o secondarie, una volta che arrivano al livello 50 sbloccano l'accesso ai dungeon e ai raids dell'endgame. A quel punto tutti gli ulteriori progressi sono legati al punteggio del personaggio (detto gear score).

## Sviluppo
Nel 2011, iniziò lo sviluppo del gioco, con il nome in codice Project T.
I costi per lo sviluppo del gioco ammontano a circa 85.4 milioni di dollari.
Il videogioco utilizza l'Unreal Engine 3 come motore grafico, per renderizzare i personaggi 3D in un ambiente isometrico pseudo-3D. Da dicembre 2021, Lost Ark supporta solamente DirectX 9 e DirectX 11.

## Pubblicazione
Lost Ark è stato pubblicato nella Corea del Sud il 4 dicembre 2019. È stato in open beta in Russia mentre in closed beta in Giappone a partire dal 25 giugno 2020.
Il videogioco è stato pubblicato come free-to-play l'11 febbraio 2022 in Nord America, America Latina e Europa. Gli utenti che hanno pre-acquistato uno dei quattro pacchetti hanno avuto l'opportunità di giocare il titolo tre giorni prima del lancio, ovvero a partire dall'8 febbraio 2022. Attualmente il gioco non è disponibile in Belgio e nei Paesi Bassi a causa della non conformità con la legislazione delle loot box riguardante l'ottenimento degli oggetti in gioco.

## Accoglienza
| Testata       | Giudizio |
| ------------- | -------- |
| Jeuxvideo.com | 16/20    |
| PC Gamer      | 78/100   |
| PC Games      | 8/10     |
| PC Magazine   | 4.0/5    |
| IGN           | 8/10     |
| MeriStation   | 8/10     |

### Critica
Lost Ark stando alle recensioni aggregate su Metacritic, ha ricevuto un'accoglienza positiva dalla critica, ottenendo un punteggio di 81/100.
Gabriel Zamora di PC Magazine ha scritto un articolo sul combat system di Lost Ark: "Le abilità sembrano essere buone, i suoni risultano molto forti ed il filling che essi danno sono complessivamente ottimi. Non si può fare a meno di sentirsi come un guerriero divino che affronta diverse orde di nemici".
Ed Thorn di Rock Paper Shotgun non ha apprezzato la struttura del gioco, rispetto ad altri MMO, Lost Ark aveva poco da offrire: "Ad alcuni potrebbe piacere, il graduale avanzamento della barra dell'EXP e il fascino delle ricompense date dalle loot box rare... Eppure, sono cose già viste le uniche cose diverse sono le quest e la progressione che rendono il gioco diverso dalla concorrenza.
Rick Lane di PCGamer ha apprezzato le combat skills ma ha criticato la trama del gioco: "Lost Ark può essere un'avventura coinvolgente, ma è un peccato che la storia principale non renda molto. Il cast centrale dei personaggi non sono altro che un carosello in gran parte unidimensionale di eroi e cattivi estenuanti".

### Premi
Lost Ark nel 2019, vinse sei premi in diverse categorie ai Korea Game Awards.